# Vers l'Espagne de Franco
Vers l'Espagne de Franco est un essai du journaliste et homme politique français Charles Maurras publié en décembre 1943. L'auteur prend parti pour le camp nationaliste durant la guerre civile espagnole de 1936 à 1939 tout en critiquant la politique du Front populaire qui gouverne la France de mai 1936 à avril 1938.

## Présentation

### Contexte
Charles Maurras met L'Action française au service de la cause franquiste, persuadé que la défaite des « nationaux » en Espagne signifierait la mainmise communiste sur la Péninsule et serait une menace pour la France,. En 1936, il préface le livre Pourquoi Franco vaincra de Pierre Héricourt.
L'ouvrage était prêt à paraître en juin 1940 mais sa publication est reportée du fait de la défaite de la France face à l'Allemagne nazie. Il est finalement publié en décembre 1943. La publication de l'ouvrage est probablement inspirée par le Catalan Joan Estelrich i Artigues, initiateur du Comité intellectuel d’amitié entre la France et l'Espagne et du Manifeste aux intellectuels espagnols de décembre 1937.
Des intellectuels de droite et de gauche se déplacent en Espagne durant le conflit pour s’informer, devenant parfois envoyés spéciaux de divers organes de presse. Henri Massis, Robert Brasillach, Jérôme et Jean Tharaud rencontrent des personnalités franquistes tandis qu'Élie Faure, Jean-Richard Bloch et Jean Cassou entrent en relation avec des figures du camp républicain. Du côté antifasciste, des intellectuels comme André Malraux, Louis Aragon, Tristan Tzara, Julien Benda ou André Chamson participent au second Congrès pour la défense de la culture organisé à Valence, Madrid et Barcelone du 4 au 11 juillet 1937.

### Voyage de Maurras en Espagne

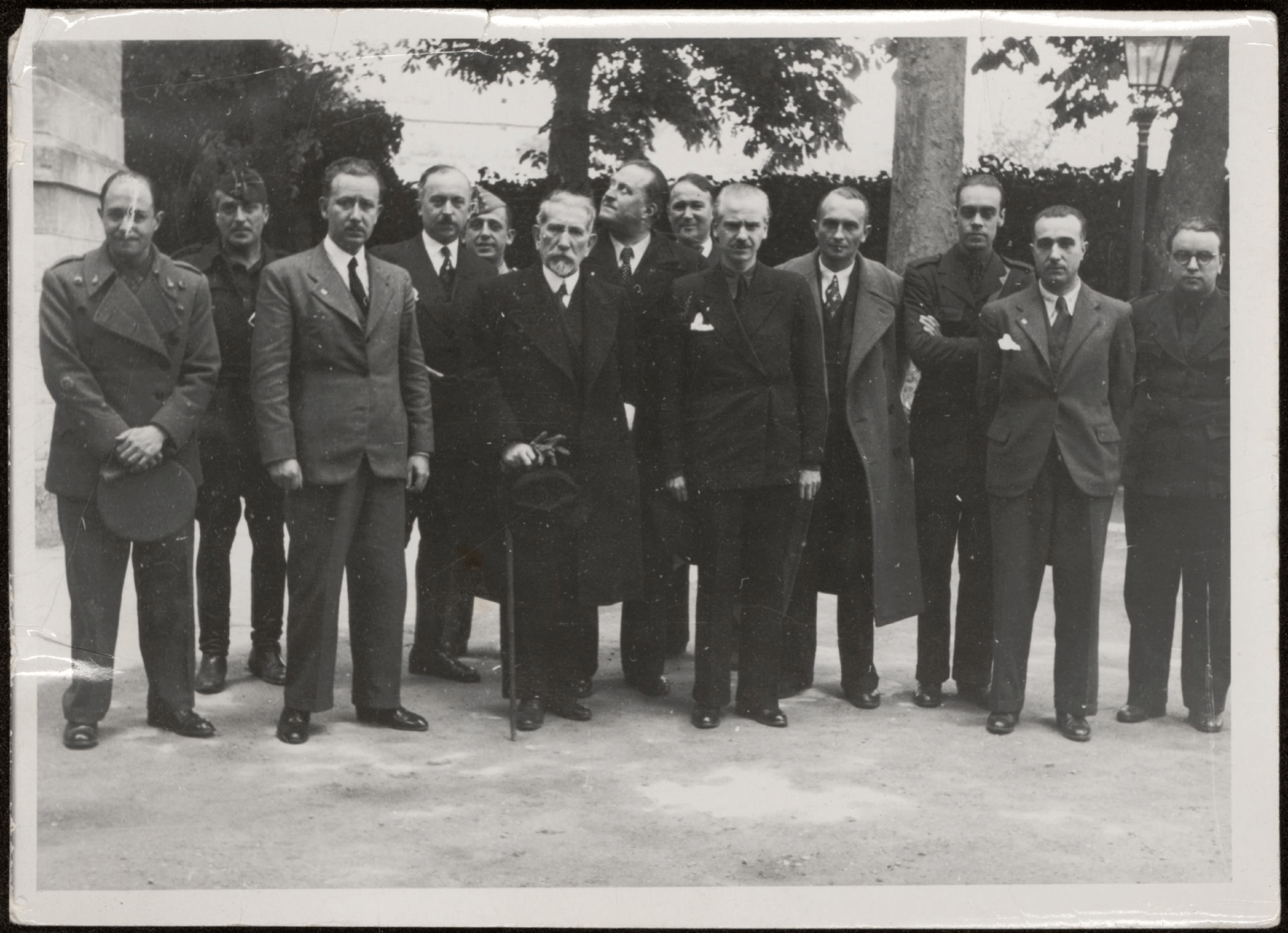
Voyage de Charles Maurras, Maxime Real del Sarte, Pierre Héricourt et Georges Massot en Espagne franquiste le 4 mai 1938 avec Ramón Serrano Súñer, ministre de l'Intérieur, le Conde de Mayalde José Finat y Escriva de Romaní, homme de confiance de Franco, Pedro González Bueno y Bocos, ministre de l'organisation et de l'action sociale.

Le livre s'attarde sur le voyage du 3 au 10 mai 1938 de Charles Maurras, Maxime Real del Sarte, Pierre Héricourt et Georges Massot en territoire franquiste pendant la guerre civile espagnole.  Maurras est reçu avec les honneurs rendus à un chef d'État, présenté par le camp national comme « l’ambassadeur de la France authentique ». Au cours du voyage, Maurras présente sa vision d'une union latine ayant le catholicisme comme fondement spirituel devant l'armée espagnole.
Le 3 mai, Charles Maurras et ses compagnons sont reçus à la frontière franco-espagnole par d'importantes personnalités de l'armée nationale, ainsi que par une délégation de monarchistes appartenant à l'Acción Española. Les invités assistent ensuite à une réception de bienvenue à Saint-Sébastien. Le lendemain, ils partent pour Burgos alors capitale de l'Espagne nationale. La matinée est consacrée à une visite de la cathédrale Sainte-Marie et au monastère de Las Huelgas accompagnés de Serrano Suñer, beau-frère de Franco. Ils se rendent ensuite au quartier général de Franco où les attend le « caudillo ». Vers 12h30, Franco reçoit les émissaires nationalistes français et sert chaleureusement la main de Maurras en le remerciant de son soutien aux « nationaux » d'Espagne. Ils parlent des problèmes espagnols, de politique générale et des problèmes sociaux. À la fin de l'entrevue, Franco s'écrit « ¡Arriba Francia! » ce à quoi répondent les Français « ¡Viva España! ».  Maurras est élu membre correspondant de l'Académie royale espagnole.
L'étape suivante du voyage est Saragosse où Maurras est déclaré « hôte d’honneur ». Maurras visite la basilique de la ville et embrasse les pieds de la Vierge du Pilier. Les voyageurs vont ensuite sur le front d'Aragon à Balaguer, où ils rencontrent le général Moscardó. Maxime Real del Sarte s'exprime à la radio. D'après Laura Blasco de la Llave, cette visite a servi « les objectifs de propagande pour lesquels elle avait été prévue et qui a été diffusée, selon cette logique, par les médias espagnols liés aux médias nationaux ».

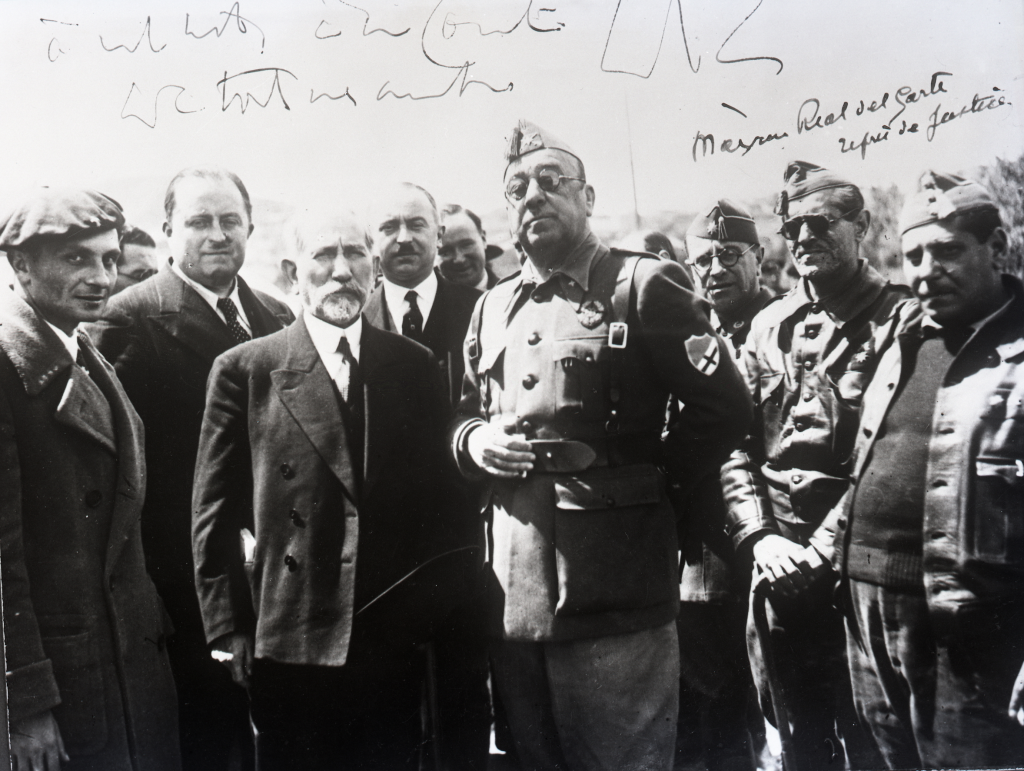
À Balaguer, le général Moscardó et ses invités assistent au défilé des troupes le 5 mai 1938.

### Analyse
Dans son ouvrage, Maurras se félicite de l'attitude de son journal durant la guerre d'Espagne : « Une des gloires de L'Action française est d'avoir rempli un devoir difficile avec une application et un dévouement reconnus ». Il évoque les martyrs de la guerre d'Espagne en comparant les républicains espagnols à « l'abattoir du clergé espagnol ». Plein d'admiration pour le combat de Franco, Maurras est persuadé que l'Union soviétique avait conçu des plans d'occupation de l'Espagne « bien avant que Franco eût commencé à les bousculer »,. Laura Blasco de la Llave estime qu'il s'agit d'un « travail écrit dans le but de démontrer l'intervention communiste en Espagne et de justifier ainsi la légitimité de la rébellion des militaires, de critiquer la politique officielle de la France et, au contraire, de défendre la position liée aux insurgés de L'Action Française ».

## Réception
La presse de droite, dont Gringoire, critique favorablement l'ouvrage dès sa sortie. L'helléniste Mario Meunier encense allègrement l'ouvrage dans le Journal des débats politiques et littéraires. La Gazette de Biarritz-Bayonne et Saint-Jean-de-Luz affrime que l'auteur « montre avec force et clarté ce que fut l'action marxiste dans cet atroce conflit qui ensanglanta la péninsule ibérique ».